# Grand Prix Formule 1 van de Verenigde Staten
De Grand Prix van de Verenigde Staten is een Formule 1-race die voor de eerste keer gehouden werd in 1959. Omdat er in de periode tussen 1976 en 1984 en sinds 2022 meer dan één race per jaar gereden werd in de Verenigde Staten werden er naast de Grand Prix van de Verenigde Staten Formule 1-races georganiseerd onder de namen Grand Prix van de Verenigde Staten West, Grand Prix van de Verenigde Staten Oost, Grand Prix van Las Vegas, Grand Prix van Dallas en Grand Prix van Miami.

## De Grand Prix van de Verenigde Staten
De race werd voor de eerste keer gehouden in 1959 op de Sebring International Raceway en een jaar later op de Riverside International Raceway. Van 1961 tot 1980 werd de Amerikaanse grand prix gehouden op het circuit van Watkins Glen in de staat New York. In 1989 werd opnieuw een grand prix gereden, dit keer op een stratencircuit in Phoenix, Arizona, maar de race werd na drie jaar weer afgevoerd. In 2000 keerde de Formule 1 terug naar de Verenigde Staten, dit keer werd er gereden op de Indianapolis Motor Speedway. De grand prix werd voor de laatste keer gereden in 2007 en werd vooral berucht om de controversiële editie van 2005, nadat de teams die reden met de Michelinbanden beslisten zich uit veiligheidsoverwegingen terug te trekken uit de race na de opwarmronde. De race werd dat jaar enkel gereden door de zes wagens die met Bridgestone banden uitgerust waren. Vanaf 2012 wordt er opnieuw een race in de Verenigde Staten gereden op het Circuit of the Americas nabij Austin, Texas.
Lewis Hamilton is met zes overwinningen recordhouder van de grand prix.

## Andere Grands Prix in de Verenigde Staten
Naast de 45 (2024) gereden Grands Prix die officieel de naam Grand Prix van de Verenigde Staten hebben, werden er 23 (2024) andere grote prijzen in de Verenigde Staten georganiseerd met een andere naam.
- Grand Prix van de Verenigde Staten West, 8 Grands Prix gehouden tussen 1976 en 1983, gehouden op het stratencircuit van Long Beach.
- Grand Prix van de Verenigde Staten Oost, ook bekend onder de naam Grand Prix van Detroit, 7 Grands Prix gehouden tussen 1982 en 1988, gehouden op het stratencircuit van Detroit.
- Grand Prix van Las Vegas, 2 Grands Prix gehouden in 1981 en 1982 op het Caesars Palace Grand Prix Circuit in Las Vegas en 2 Grands Prix sinds 2023 op het Las Vegas Street Circuit.
- Grand Prix van Dallas, 1 Grand Prix gehouden in 1984 op het circuit van Fair Park.
- Grand Prix van Miami, 3 Grands Prix gehouden sinds 2022 op het Miami International Autodrome.

De Indianapolis 500 werd tussen 1950 en 1960 opgenomen in het Formule 1-kampioenschap, maar was nooit een Grand Prix en deze race kreeg dan ook nooit de naam Grand Prix van de Verenigde Staten. De race was toen ook een wedstrijd uit het USAC kampioenschap, de voorloper van de Champ Car.

## Winnaars van de Grands Prix
- Een roze achtergrond geeft aan dat deze race onderdeel was van de Grand Prix-seizoenen tot en met 1949.

| Jaar        | Coureur                                        | Constructeur                                   | Locatie                                        | Verslag                                        |
| ----------- | ---------------------------------------------- | ---------------------------------------------- | ---------------------------------------------- | ---------------------------------------------- |
| 2024        | Charles Leclerc                                | Ferrari                                        | Austin                                         | Verslag                                        |
| 2023        | Max Verstappen                                 | Red Bull Racing-Honda RBPT                     | Austin                                         | Verslag                                        |
| 2022        | Max Verstappen                                 | Red Bull Racing-RBPT                           | Austin                                         | Verslag                                        |
| 2021        | Max Verstappen                                 | Red Bull Racing-Honda                          | Austin                                         | Verslag                                        |
| 2020        | Grand Prix afgelast vanwege de coronapandemie. | Grand Prix afgelast vanwege de coronapandemie. | Grand Prix afgelast vanwege de coronapandemie. | Grand Prix afgelast vanwege de coronapandemie. |
| 2019        | Valtteri Bottas                                | Mercedes                                       | Austin                                         | Verslag                                        |
| 2018        | Kimi Räikkönen                                 | Ferrari                                        | Austin                                         | Verslag                                        |
| 2017        | Lewis Hamilton                                 | Mercedes                                       | Austin                                         | Verslag                                        |
| 2016        | Lewis Hamilton                                 | Mercedes                                       | Austin                                         | Verslag                                        |
| 2015        | Lewis Hamilton                                 | Mercedes                                       | Austin                                         | Verslag                                        |
| 2014        | Lewis Hamilton                                 | Mercedes                                       | Austin                                         | Verslag                                        |
| 2013        | Sebastian Vettel                               | Red Bull Racing-Renault                        | Austin                                         | Verslag                                        |
| 2012        | Lewis Hamilton                                 | McLaren-Mercedes                               | Austin                                         | Verslag                                        |
| 2011 - 2008 | Grand Prix niet verreden.                      | Grand Prix niet verreden.                      | Grand Prix niet verreden.                      | Grand Prix niet verreden.                      |
| 2007        | Lewis Hamilton                                 | McLaren-Mercedes                               | Indianapolis                                   | Verslag                                        |
| 2006        | Michael Schumacher                             | Ferrari                                        | Indianapolis                                   | Verslag                                        |
| 2005        | Michael Schumacher                             | Ferrari                                        | Indianapolis                                   | Verslag                                        |
| 2004        | Michael Schumacher                             | Ferrari                                        | Indianapolis                                   | Verslag                                        |
| 2003        | Michael Schumacher                             | Ferrari                                        | Indianapolis                                   | Verslag                                        |
| 2002        | Rubens Barrichello                             | Ferrari                                        | Indianapolis                                   | Verslag                                        |
| 2001        | Mika Häkkinen                                  | McLaren-Mercedes                               | Indianapolis                                   | Verslag                                        |
| 2000        | Michael Schumacher                             | Ferrari                                        | Indianapolis                                   | Verslag                                        |
| 1999 - 1992 | Grand Prix niet verreden.                      | Grand Prix niet verreden.                      | Grand Prix niet verreden.                      | Grand Prix niet verreden.                      |
| 1991        | Ayrton Senna                                   | McLaren-Honda                                  | Phoenix                                        | Verslag                                        |
| 1990        | Ayrton Senna                                   | McLaren-Honda                                  | Phoenix                                        | Verslag                                        |
| 1989        | Alain Prost                                    | McLaren-Honda                                  | Phoenix                                        | Verslag                                        |
| 1988 - 1981 | Grand Prix niet verreden.                      | Grand Prix niet verreden.                      | Grand Prix niet verreden.                      | Grand Prix niet verreden.                      |
| 1980        | Alan Jones                                     | Williams-Ford                                  | Watkins Glen                                   | Verslag                                        |
| 1979        | Gilles Villeneuve                              | Ferrari                                        | Watkins Glen                                   | Verslag                                        |
| 1978        | Carlos Reutemann                               | Ferrari                                        | Watkins Glen                                   | Verslag                                        |
| 1977        | James Hunt                                     | McLaren-Ford                                   | Watkins Glen                                   | Verslag                                        |
| 1976        | James Hunt                                     | McLaren-Ford                                   | Watkins Glen                                   | Verslag                                        |
| 1975        | Niki Lauda                                     | Ferrari                                        | Watkins Glen                                   | Verslag                                        |
| 1974        | Carlos Reutemann                               | Brabham-Ford                                   | Watkins Glen                                   | Verslag                                        |
| 1973        | Ronnie Peterson                                | Lotus-Ford                                     | Watkins Glen                                   | Verslag                                        |
| 1972        | Jackie Stewart                                 | Tyrrell-Ford                                   | Watkins Glen                                   | Verslag                                        |
| 1971        | François Cevert                                | Tyrrell-Ford                                   | Watkins Glen                                   | Verslag                                        |
| 1970        | Emerson Fittipaldi                             | Lotus-Ford                                     | Watkins Glen                                   | Verslag                                        |
| 1969        | Jochen Rindt                                   | Lotus-Ford                                     | Watkins Glen                                   | Verslag                                        |
| 1968        | Jackie Stewart                                 | Matra-Ford                                     | Watkins Glen                                   | Verslag                                        |
| 1967        | Jim Clark                                      | Lotus-Ford                                     | Watkins Glen                                   | Verslag                                        |
| 1966        | Jim Clark                                      | Lotus-BRM                                      | Watkins Glen                                   | Verslag                                        |
| 1965        | Graham Hill                                    | BRM                                            | Watkins Glen                                   | Verslag                                        |
| 1964        | Graham Hill                                    | BRM                                            | Watkins Glen                                   | Verslag                                        |
| 1963        | Graham Hill                                    | BRM                                            | Watkins Glen                                   | Verslag                                        |
| 1962        | Jim Clark                                      | Lotus-Climax                                   | Watkins Glen                                   | Verslag                                        |
| 1961        | Innes Ireland                                  | Lotus-Climax                                   | Watkins Glen                                   | Verslag                                        |
| 1960        | Stirling Moss                                  | Lotus-Climax                                   | Riverside                                      | Verslag                                        |
| 1959        | Bruce McLaren                                  | Cooper-Climax                                  | Sebring                                        | Verslag                                        |
| 1958 - 1917 | Grand Prix niet verreden.                      | Grand Prix niet verreden.                      | Grand Prix niet verreden.                      | Grand Prix niet verreden.                      |
| 1916        | Howdy Wilcox Johnny Aitken                     | Peugeot                                        | Santa Monica                                   | Verslag                                        |
| 1915        | Dario Resta                                    | Peugeot                                        | San Francisco                                  | Verslag                                        |
| 1914        | Eddie Pullen                                   | Mercer                                         | Santa Monica                                   | Verslag                                        |
| 1913        | Grand Prix niet verreden.                      | Grand Prix niet verreden.                      | Grand Prix niet verreden.                      | Grand Prix niet verreden.                      |
| 1912        | Caleb Bragg                                    | Fiat                                           | Milwaukee                                      | Verslag                                        |
| 1911        | David Bruce-Brown                              | Fiat                                           | Savannah                                       | Verslag                                        |
| 1910        | David Bruce-Brown                              | Benz                                           | Savannah                                       | Verslag                                        |
| 1909        | Grand Prix niet verreden.                      | Grand Prix niet verreden.                      | Grand Prix niet verreden.                      | Grand Prix niet verreden.                      |
| 1908        | Louis Wagner                                   | Fiat                                           | Savannah                                       | Verslag                                        |

## Winnaars van de Sprint
| Jaar | Coureur        | Constructeur               | Locatie | Verslag |
| ---- | -------------- | -------------------------- | ------- | ------- |
| 2024 | Max Verstappen | Red Bull Racing-Honda RBPT | Austin  | Verslag |
| 2023 | Max Verstappen | Red Bull Racing-Honda RBPT | Austin  | Verslag |

## Galerij

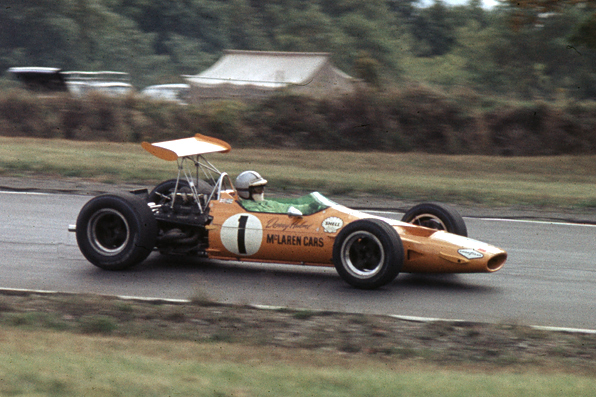
Denny Hulme op Watkins Glen in 1968.
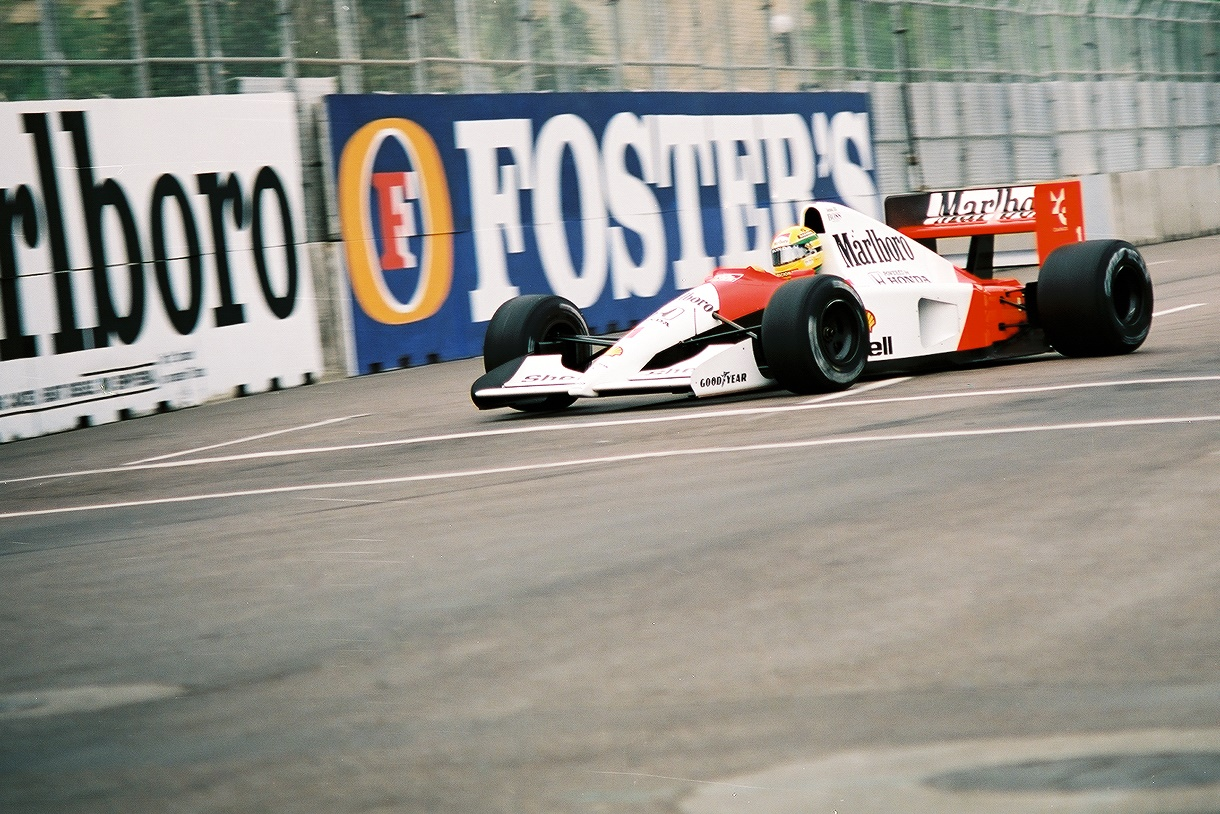
Ayrton Senna op het stratencircuit van Phoenix in 1991.
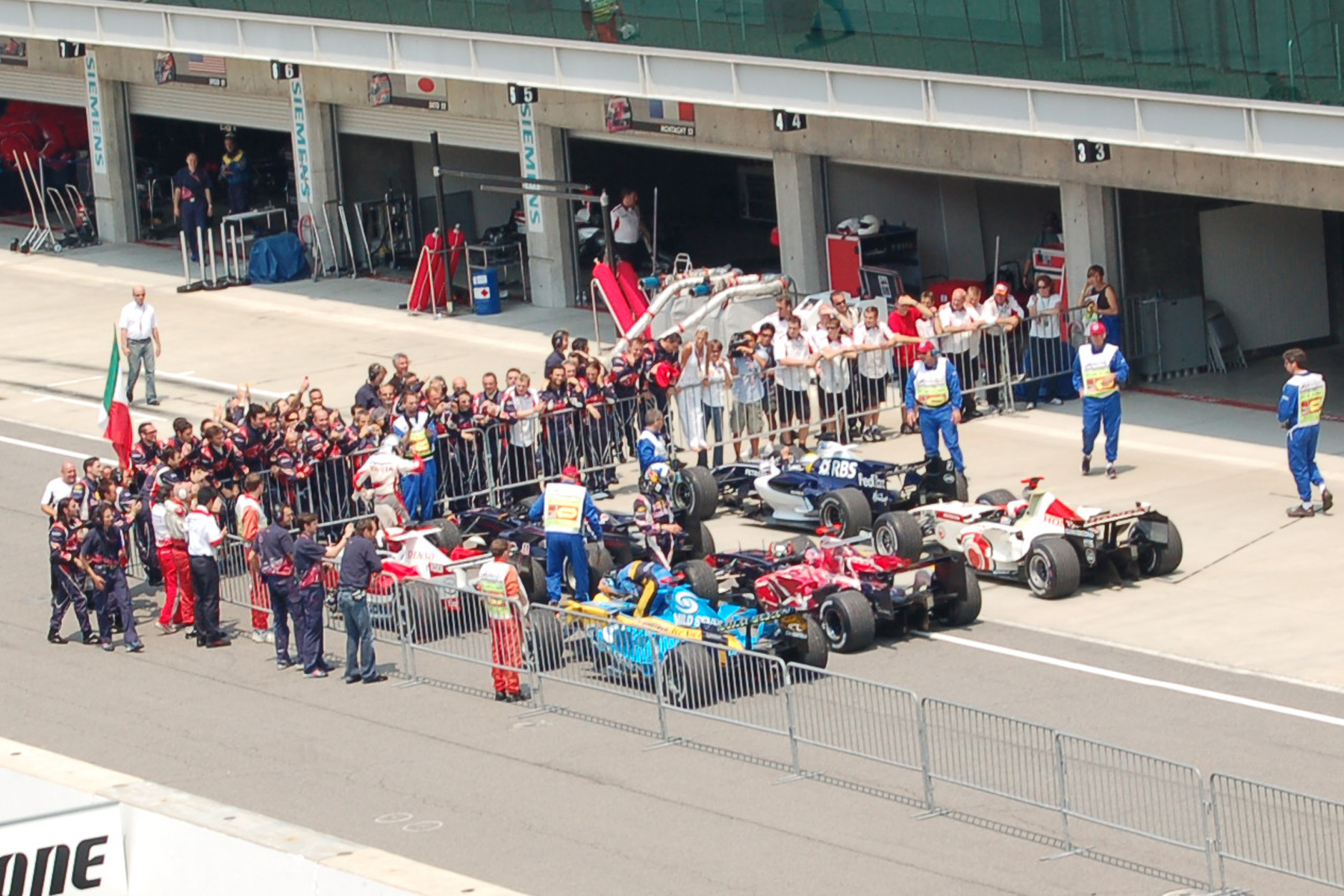
Het gesloten wagenpark na de race van 2006 op de Indianapolis Motor Speedway.
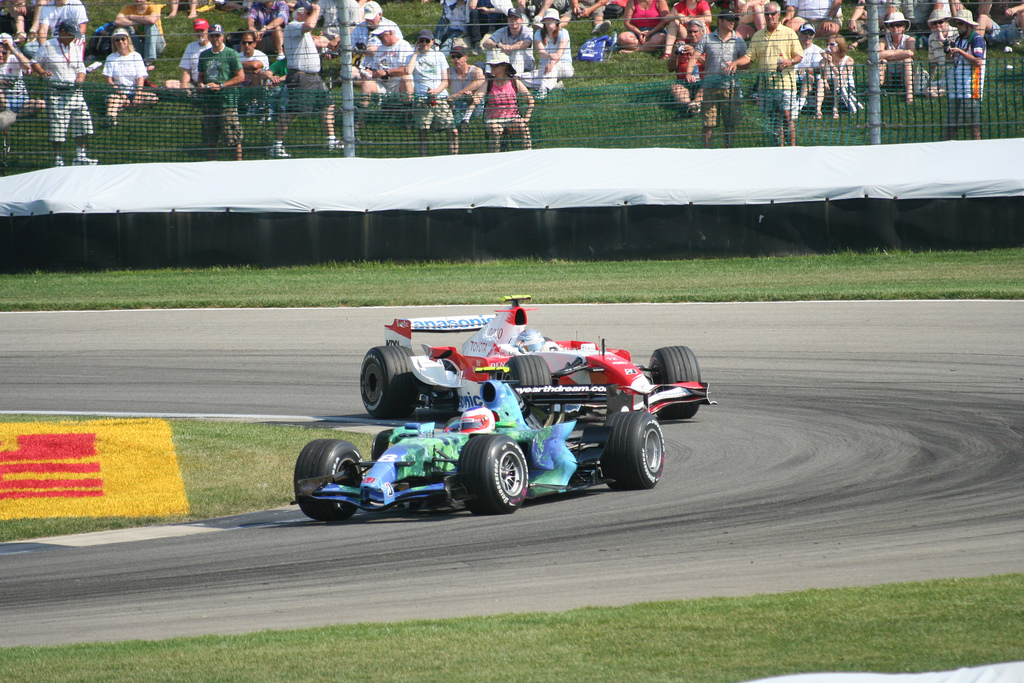
Rubens Barrichello & Jarno Trulli tijdens de Amerikaanse grand prix in 2007.

Grand Prix Formule 1 van de Verenigde Staten: 1908 · 1910 · 1911 · 1912 · 1914 · 1915 · 1916 · 1959 · 1960 · 1961 · 1962 · 1963 · 1964 · 1965 · 1966 · 1967 · 1968 · 1969 · 1970 · 1971 · 1972 · 1973 · 1974 · 1975 · 1976 · 1977 · 1978 · 1979 · 1980 · 1989 · 1990 · 1991 · 2000 · 2001 · 2002 · 2003 · 2004 · 2005 · 2006 · 2007 · 2012 · 2013 · 2014 · 2015 · 2016 · 2017 · 2018 · 2019 · 2021 · 2022 · 2023 · 2024 · 2025 · 2026

Indianapolis 500: 1950 · 1951 · 1952 · 1953 · 1954 · 1955 · 1956 · 1957 · 1958 · 1959 · 1960

Grand Prix Formule 1 van de Verenigde Staten West: 1976 · 1977 · 1978 · 1979 · 1980 · 1981 · 1982 · 1983

Grand Prix Formule 1 van Las Vegas: 1981 · 1982 · 2023 · 2024 · 2025

Grand Prix Formule 1 van de Verenigde Staten Oost: 1982 · 1983 · 1984 · 1985 · 1986 · 1987 · 1988

Grand Prix Formule 1 van Dallas: 1984

Grand Prix Formule 1 van Miami: 2022 · 2023 · 2024 · 2025 · 2026 · 2027 · 2028 · 2029 · 2030 · 2031